# Paracanthocinus laosensis
Paracanthocinus laosensis är en skalbaggsart som beskrevs av Stefan von Breuning 1965. Paracanthocinus laosensis ingår i släktet Paracanthocinus och familjen långhorningar.
Artens utbredningsområde är Laos. Inga underarter finns listade i Catalogue of Life.